# Psychoda moravica
Psychoda moravica is een muggensoort uit de familie van de motmuggen (Psychodidae). De wetenschappelijke naam van de soort is voor het eerst geldig gepubliceerd in 1966 door Vaillant.